# Simon Rogers
Simon Rogers (Reading, Regne Unit, 1967) és un periodista anglès especialitzat en periodisme de dades i continguts infogràfics. Actualment és l'editor d'informació social de Twitter.

## Formació
Rogers és graduat en Periodisme -especialitat de premsa- per la Universitat de la City de Londres. A més, té un postgrau en periodisme digital per la mateixa universitat.

## Trajectòria professional
Simon Rogers inicia la seva carrera professional com a redactor el 1992 al setmanari britànic The Lawyer, una publicació dirigida a advocats i persones que treballen en el món de la justícia, fins al 1995 que entra al diari The Big Issue on serà assistent d'edició i més tard subdirector. En aquesta publicació aconsegueix entrevistar, per exemple, a Tony Blair o George Michael i convida com a editor gràfic a l'artista Damien Hirst, entre altres personalitats.
És el 1999 quan entra a formar part de l'equip de The Guardian, publicació on ha treballat més anys. Al diari britànic comença com subdirector de la versió digital. El 2001 passarà a ser l'editor adjunt de la web de notícies nacionals. Entre el 2004 i el 2005 s'encarregarà de l'edició de la secció de ciència. El mateix any ascendeix a cap de redacció, tasca en la qual donarà una gran importància al departament gràfic. Del 2009 al 2013 serà també l'editor de Datablog i Datastore, dos blogs de The Guardian que ell mateix crea i amb els quals provindrà el diari d'una alta quota de periodisme de dades i el situarà com un referent en aquest camp.
Des del maig del 2013, és el primer editor d'informació social de Twitter, amb seu a San Francisco. Rogers s'encarrega d'explicar històries a la xarxa social a partir del contingut i les dades que els usuaris publiquen.
Tot i així, Rogers continua col·laborant habitualment amb el diari The Guardian.

### Altres activitats
Rogers ha desenvolupat una àmplia carrera com a conferenciant gràcies a l'èxit i prestigi que ha aconseguit en el camp del periodisme de dades i la infografia. Ha donat conferències en diversos països: Corea, França, Itàlia, Regne Unit, Holanda, Alemanya i els Estats Units.
Per altra banda, ha tingut un paper rellevant en el tractament de la documentació sobre les guerres de l'Afganistan i de l'Iraq filtrada per Wikileaks.

## Reconeixements
Simon Rogers ha estat premiat en diverses ocasions per la tasca que ha desenvolupat com a periodista de la qual se'n destaca la seva contribució a la premsa digital. Entre la varietat de guardons que li han concedit cal destacar el Royal Statistical Society Award per l'excel·lència en periodisme el 2012, el premi al Millor Periodista Britànic d'Internet per l'Institut d'Internet de la Universitat d'Oxford i el de Millor Nou Mitjà Britànic pel blog Datablog a The Guardian, els dos rebuts el 2011.

## Obra publicada
Rogers és autor de dos llibres sobre periodisme de dades.
Data Journalism HandBook. EJC, O'Reilly. Abril, 2012.
Facts are sacred. The Guardian, 2014.